# Spoorlijn Villeneuve-Saint-Georges - aansluiting Moisenay (LGV)
De spoorlijn Villeneuve-Saint-Georges - aansluiting Moisenay, deel van de LGV Interconnexion Est is een Ligne à Grande Vitesse tussen Villeneuve-Saint-Georges nabij Parijs en de aansluiting Moise waar deze aansluit op de spoorlijn Combs-la-Ville - Saint-Louis. De hogesnelheidslijn heeft een lengte van ruim 39 km en heeft als lijnnummer 752 100.

## Geschiedenis
Het eerste gedeelte van de lijn tussen de aansluiting Solers en de aansluiting Moisenay is geopend in 1994. Sinds 1996 is ook het gedeelte vanaf de Villeneuve-Saint-Georges tot de aansluiting Solers in gebruik.

## Treindiensten
De volgende treinen maken gebruik van de spoorlijn:

### TGV

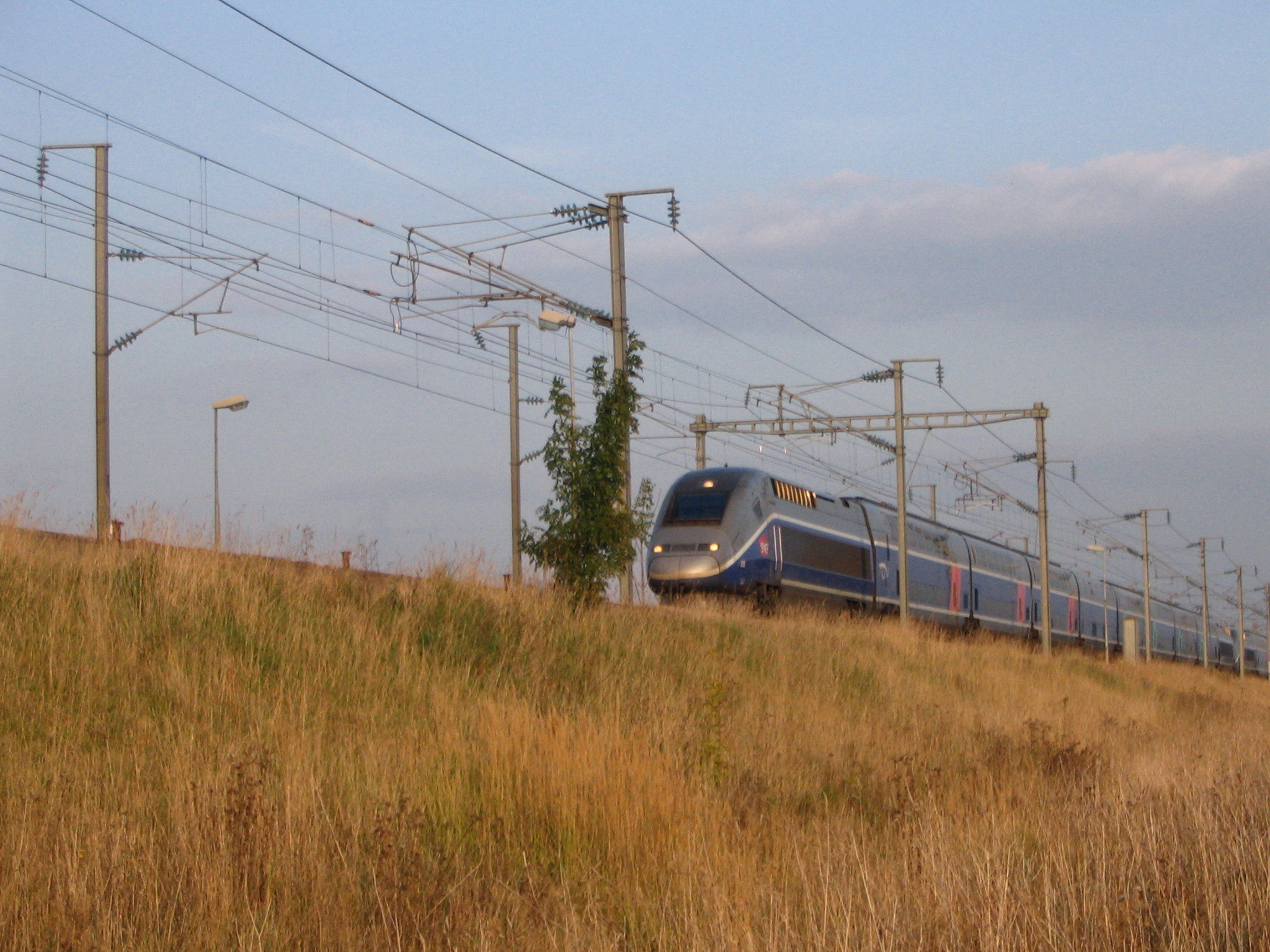
TGV bij de Triangle de Coubert.

- Alle nationale TGV's vanuit Paris Gare de Lyon richting Dijon, Lyon, Bourg-Saint-Maurice, Marseille, Nice en Perpignan en alle internationale TGV's naar Basel, Zürich, Lausanne, Genève en Milaan.
- Alle TGV's vanuit Lille Europe die verder dan Parijs rijden. Zoals: Bordeaux, Mulhouse, Marseille, Nantes en Rennes.
- De TGV's Brussel - Nice en de TGV Brussel Montpellier - Perpignan.

### Eurostar
- Eurostar Londen - luchthaven Charles de Gaulle en Disneyland Parijs. Deze rijdt dagelijks. In de zomer rijden er Eurostars door naar Avignon en in de wintersportseizoenweekenden naar Bourg-Saint-Maurice.

### Thalys
- Winterthalys Amsterdam - Brussel Bourg-Saint-Maurice. Rijdt op zaterdag tijdens het wintersportseizoen.

| Serie         | Treinsoort             | Route | Bijzonderheden |
| ------------- | ---------------------- | --- | --- |
| TGV 5000      | TGV (SNCF)             | [ Marseille-Saint-Charles – Avignon TGV – ] / [ Montpellier-Saint-Roch – ] Lyon-Part-Dieu – Aéroport Charles-de-Gaulle 2 TGV – Lille-Europe | |
| TGV 5200      | TGV (SNCF)             | [ [ Nantes – ] / [ Rennes – ] Le Mans – ] / [ Bordeaux-Saint-Jean – Saint-Pierre-des-Corps – ] Massy TGV – Aéroport Charles-de-Gaulle 2 TGV – [ Lille-Europe ] / [ Lille-Flandres ] | |
| TGV 5300      | TGV (SNCF)             | [ [ [ Nantes – Angers-Saint-Laud – [ Saumur – Saint-Pierre-des-Corps – ] / [ Le Mans – ] ] / [ Rennes – Le Mans – ] Massy TGV – ] ] / [ Le Havre – Rouen-Rive-Droite – Mantes-la-Jolie – Versailles-Chantiers – Massy-Palaiseau – ] Lyon-Part-Dieu – [ Lyon-Perrache ] / [ Valence-Rhône-Alpes-Sud TGV – [ Nîmes-Pont-du-Gard – Montpellier-Sud-de-France ] / [ Nîmes – Montpellier-Saint-Roch ] / [ Avignon TGV – Aix-en-Provence TGV – Marseille-Saint-Charles ] ] | |
| TGV 5400      | TGV (SNCF)             | Bordeaux-Saint-Jean – Angoulême – Poitiers – Saint-Pierre-des-Corps – Massy TGV – Marne-la-Vallée - Chessy – Aéroport Charles-de-Gaulle 2 TGV – Champagne-Ardenne TGV – Meuse TGV – Lorraine TGV – Strasbourg-Ville | Rijdt driemaal per dag. Twee treinen via Meuse TGV, een via Aéroport Charles-de-Gaulle 2 TGV.                                                            |
| TGV 5450      | TGV (SNCF)             | [ Rennes – ] / [ Nantes – Angers-Saint-Laud – ] Le Mans – Massy TGV – Marne-la-Vallée - Chessy – Aéroport Charles-de-Gaulle 2 TGV – Champagne-Ardenne TGV – Lorraine TGV – Strasbourg-Ville | Twee treinen per dag. |
| TGV 6100      | TGV (SNCF)             | Paris-Lyon – Lyon-Saint-Exupéry TGV – Valence-Rhône-Alpes-Sud TGV – Avignon TGV – Aix-en-Provence TGV – [ Marseille-Saint-Charles ] / [ Toulon – Hyeres ] | Een trein via Lyon-Saint-Exupéry, een trein via Valence TGV, een trein naar Hyeres.                                                                      |
| TGV 6160      | TGV (SNCF)             | Paris-Lyon – Valence-Rhône-Alpes-Sud TGV – Avignon TGV – Aix-en-Provence TGV – Marseille-Saint-Charles – Toulon – Les Arcs - Draguignan – Saint-Raphaël-Valescure – Cannes – Antibes – Nice-Ville – Monaco-Monte Carlo – Menton – Ventimiglia | Sommige treinen via Marseille, Les Arcs en St Raphaël. Een trein naar Ventimiglia.                                                                       |
| TGV 6200      | TGV (SNCF)             | Paris-Lyon – Valence-Rhône-Alpes-Sud TGV – Nîmes – Montpellier-Saint-Roch – Sète – Agde – Beziers – Narbonne – Perpignan | Twee treinen naar Perpignan. |
| TGV 6400      | TGV (SNCF)             | Paris-Lyon – Mâcon-Ville – Bourg-en-Bresse – Aix-les-Bains-Le Revard – Chambéry-Challes-les-Eaux – Albertville – Moutiers-Salins-Brides-les-Bains – Aime-La Plagne – Landry – Bourg-Saint-Maurice | Een trein via Mâcon, Bourg-en-Bresse en Aix-les-Bains |
| TGV 6600      | TGV (SNCF)             | Paris-Lyon – Le Creusot TGV – Mâcon-Loché-TGV – Lyon-Part-Dieu – Lyon-Perrache | Achttien treinen per dag, twaalf non-stop Parijs - Lyon.                                                                                                 |
| TGV 6680      | TGV (SNCF)             | Paris-Lyon – Lyon-Part-Dieu – Saint-Étienne-Châteaucreux | Vier treinen per dag. |
| TGV 6750      | TGV (SNCF)             | Paris-Lyon – Montbard – Dijon-Ville – [ Besançon Franche-Comté TGV – ] / [ Dole-Ville – ] Besançon-Viotte | Drie treinen per dag, een via Dole. |
| TGV 6900      | TGV (SNCF)             | Paris-Lyon – Lyon-Saint-Exupéry TGV – Grenoble | |
| TGV 6930      | TGV (SNCF)             | Paris-Lyon – Mâcon-Loché-TGV – Bourg-en-Bresse – Aix-les-Bains-Le Revard – Annecy | |
| Ouigo 7660    | TGV (SNCF)             | Tourcoing – Aéroport Charles-de-Gaulle 2 TGV – Marne-la-Vallée - Chessy – Massy TGV – Saint-Pierre-des-Corps – Poitiers – Angoulême – Bordeaux-Saint-Jean | |
| Ouigo 7800    | TGV (SNCF)             | Paris-Lyon – Lyon-Part-Dieu – Lyon-Perrache | |
| Ouigo 7815    | TGV (SNCF)             | Lille-Flandres – Aéroport Charles-de-Gaulle 2 TGV – Marne-la-Vallée - Chessy – Lyon-Perrache | |
| Ouigo 7820    | TGV (SNCF)             | Paris-Lyon – [ Avignon TGV – Aix-en-Provence TGV – ] / [ Valence-Rhône-Alpes-Sud TGV – Avignon TGV – ] Marseille-Saint-Charles | |
| Ouigo 7830    | TGV (SNCF)             | [ Lille-Flandres – TGV Haute-Picardie – ] / [ Tourcoing – ] Aéroport Charles-de-Gaulle 2 TGV – Marne-la-Vallée - Chessy – [ Lyon-Part-Dieu – ] / [ Lyon-Saint-Exupéry TGV – Valence-Rhône-Alpes-Sud TGV – ] Avignon TGV – Aix-en-Provence TGV – Marseille-Saint-Charles | |
| Ouigo 7850    | TGV (SNCF)             | Paris-Lyon – [ Valence-Rhône-Alpes-Sud TGV – ] / [ Aix-en-Provence TGV – ] Toulon – [ Les Arcs - Draguignan – ] / [ Saint-Raphaël-Valescure – ] Cannes – Antibes – Nice-Ville | |
| Ouigo 7860    | TGV (SNCF)             | [ Lille-Flandres – ] / [ Tourcoing – TGV Haute-Picardie – ] Aéroport Charles-de-Gaulle 2 TGV – Marne-la-Vallée - Chessy – [ Lyon-Part-Dieu – Valence-Rhône-Alpes-Sud TGV – ] / [ Lyon-Saint-Exupéry TGV – ] Nîmes-Pont-du-Gard – Montpellier-Sud-de-France | |
| Ouigo 7870    | TGV (SNCF)             | Paris-Lyon – Lyon-Saint-Exupéry TGV – Nîmes – Montpellier-Saint-Roch | |
| Ouigo 7880    | TGV (SNCF)             | Paris-Lyon – Valence-Rhône-Alpes-Sud TGV – Nîmes-Pont-du-Gard – Montpellier-Sud-de-France – Sète – Agde – Béziers – Perpignan | |
| Eurostar 9000 | Eurostar (Eurostar)    | [ Paris-Nord – ] / [ Marne-la-Vallée - Chessy – ] / [ Bourg-Saint-Maurice – ] London St Pancras | Vanaf Bourg-Saint-Maurice van december tot april. |
| Lyria 9200    | TGV Lyria (SNCF / SBB) | Paris-Lyon – [ Belfort-Montbéliard TGV – ] / [ Dijon-Ville – ] Mulhouse-Ville – Basel SBB – [ Zürich HB ] / [ Olten – Bern ] | Een trein naar Bern. |
| TGV 9240      | TGV (SNCF)             | Paris-Lyon – [ Lyon-Saint-Exupéry TGV – ] / [ Lyon-Part-Dieu – ] Chambéry-Challes-les-Eaux – Modane – Bardonecchia – Oulx-Cesana-Claviere-Sestrières – Torino Porta Susa – Vercelli – Novara – Milano Porta Garibaldi | |
| Lyria 9260    | TGV (SNCF)             | Paris-Lyon – Dijon-Ville – Dole-Ville – Mouchard – Frasne – Vallorbe – Lausanne | Een trein via Mouchard. |
| Lyria 9760    | TGV (SNCF)             | Paris-Lyon – Bourg-en-Bresse – Nurieux – Bellegarde – Genève-Cornavin | Een trein via Nurieux. |
| TGV 9800      | TGV (SNCF)             | [ Luxemburg – Thionville – Metz-Ville – Strasbourg-Ville – Mulhouse-Ville – Belfort-Montbéliard TGV – Besançon Franche-Comté TGV – Dijon-Ville – Mâcon-Ville – ] / [ Brussel-Zuid – Lille-Europe – Arras – TGV Haute-Picardie – Aéroport Charles-de-Gaulle 2 TGV – [ Champagne-Ardenne TGV – Meuse TGV – Lorraine TGV – Strasbourg-Ville ] / [ Marne-la-Vallée - Chessy – [ Massy TGV – Le Mans – [ Laval – Rennes ] / [ Angers-Saint-Laud – Nantes ] ] / [ Creusot TGV – ] Lyon-Part-Dieu – [ Avignon TGV – Marseille Saint-Charles ] / [ Montpellier-Saint-Roch – Perpignan ] ] | Dagelijkse verbinding met Montpellier en Marseille. Perpignan - Brussel tweemaal per week.                                                               |
| Eurostar 9900 | Eurostar (Eurostar)    | Amsterdam Centraal – Schiphol Airport – Rotterdam Centraal – Antwerpen-Centraal – Brussel-Zuid – [ Aéroport Charles-de-Gaulle 2 TGV – Marne-la-Vallée - Chessy ] / [ Chambéry-Challes-les-Eaux – Albertville – Moûtiers - Salins - Brides-les-Bains – Aime-La Plagne – Landry – Bourg-Saint-Maurice ] / [ Valence-Rhône-Alpes-Sud TGV – Avignon TGV – Aix-en-Provence TGV – Marseille Saint-Charles ] | Via HSL. Marne-la-Vallée - Chessy 2 keer per dag. Bourg-Saint-Maurice 1 keer per week in de winter. Marseille Saint-Charles 1 keer per week in de zomer. |

## Aansluitingen
In de volgende plaatsen is er een aansluiting op de volgende spoorlijnen:
aansluiting Le Vert de Maisons
RFN 830 000, spoorlijn tussen Paris-Lyon en Marseille-Saint-Charles
aansluiting Yerres
RFN 752 305, raccordement van Valenton
aansluiting Chevry-Cossigny
RFN 226 310, raccordement d'interconnexion nord-sud
aansluiting Presles
RFN 752 308, raccordement van Coubert
aansluiting Moisenay
RFN 752 000, spoorlijn tussen Combs-la-Ville en Saint-Louis-les Aygalades